# Землярич, Янез
Янез Землярич (словен. Janez Zemljarič, 30 декабря 1928, Bukovci, Марковцы — 30 декабря 2022, Любляна) — югославский государственный деятель, политик, юрист, дипломат и бизнесмен. В 1970-х и 1980-х годах он был одним из самых важных словенских политиков. В 1978—1980 годах он был министром внутренних дел, затем до 1984 года председателем Исполнительного совета (Правительства) Словении, а с 1984 по 1989 год — вице-президентом югославского федерального исполнительного совета, пишет Младина.

## Биография
Учебный год 1940/1941 он посещал Реалко (классическую гимназию в Любляне), затем окончил три класса школы в Птуе. С октября 1944 года и до конца Второй мировой войны участвовал в национально-освободительной борьбе, был курьером и выполнял другие задания. В 1945 году сдал в Птуе дополнительные экзамены за среднюю школу. Затем изучал право в Любляне и в 1961 году окончил юридический факультет университета.
В 1946 году стал членом Муниципальной организации народной молодежи Словении в городе Птуй, с 1947 по 1957 год работал делопроизводителем Секретариата внутренних дел Республики Словения, с 1957 по 1960 год возглавлял Люблянский комитет Коммунистической партии Словении, с 1960 по 1961 год был секретарем ОО СЗДЛ Любляна, с 1961 по 1966 год — председатель организационно-кадрового словенского комитета Социалистического союза трудового народа Югославии (СЗДЛ), с 1966 по 1967 год — президент городской конференции СЗДЛ Любляна, с 1968 по 1973 год — директор университетских клинических больниц в Любляне, с 1973 по 1978 год — заместитель республиканского секретаря по внутренним делам, в 1975—1976 годах — начальник Службы государственной безопасности (СДБ). В 1978—1980 годах — министр внутренних дел республики, в 1980—1984 годах — председатель Исполнительного совета Собрания СРП (премьер-министр), в 1984—1989 годах — вице-президент Федерального исполнительного совета (ЗИС; заместитель премьер-министра СФР Югославия), затем — председатель рабочей группы по реализации автодорожной программы в Словении.
Работа на ответственных должностях возлагала на него ряд функций в различных комиссиях и советах Собрания СРС, СЗДЛ Словении, ЦК ЗКС, исполкома СРС, в том числе он был председателем комиссии ЗИС по планированию, проводимой экономической и социальной политики, председатель комиссии ЗИС по реализации антиинфляционной политики, представитель ЗИС в Собрании Республик и Областей Собрания СФРЮ, член ЦК Словацкая республика. Он также был президентом Самоуправляемого сообщества по строительству дорог в Любляне, президентом Ассоциации физической культуры Словении, президентом организационных комитетов чемпионатов мира по академической гребле и прыжкам с парашютом, а также секретарем организации. комитет по проведению чемпионата мира по настольному теннису в Любляне, председатель комитета по спорту и туризму IOSPE ЮНЕСКО (1966—1969), председатель оперативного штаба по строительству дома Чанкарьев в Любляне и ряд других обязанностей. В рамках всей этой деятельности им самим или в соавторстве были разработаны фундаментальные программные материалы, подготовлены доклады и публичные выступления, опубликовано более 60 статей.
Получил несколько наград и отличий.
Янез Землярич умер в Любляне 30 декабря 2022 года в свой 94-й день рождения. Правительственное решение организовать похороны с воинскими почестями не получило одобрение; в своем заявлении Ассамблея Республики охарактеризовала его как постыдное и что Землярич в свою бытность министром внутренних дел и главой Службы государственной безопасности «продемонстрировал явно недемократическое отношение к противникам тоталитаризма».